# 大昌県 (山西省)
大昌県（だいしょう-けん）は中華人民共和国山西省にかつて存在した県。現在の大同市霊丘県南部に相当する。
南北朝時代、北周により設置された。隋朝が成立すると開皇年間に廃止されている。